# Tajemnica pomocy społecznej
Tajemnica pracownika socjalnego – termin prawniczy wprowadzony uchyloną ustawą z dnia 29 listopada 1990 r. o pomocy społecznej znowelizowany ustawą z dnia 12 marca 2004 r. o pomocy społecznej, w art 119 ust. 2 pkt 5: „Przy wykonywaniu zadań pracownik socjalny jest obowiązany zachować w tajemnicy informacje uzyskane w toku czynności zawodowych, także po ustaniu zatrudnienia, chyba że działa to przeciwko dobru osoby lub rodziny.”